# Balsareny
Balsareny és un poble, cap del municipi del mateix nom, situat a la vall del Llobregat, al nord de la comarca del Bages. Situat en un terreny ondulat on predominen els boscos de pi blanc, el terme està molt ben comunicat per carretera en ser travessat per l'Eix del Llobregat i per la carretera BP-4313, que enllaça Balsareny amb Súria i Avinyó. L'etimologia del topònim Balsareny, sembla que cal cercar-la en la juxtaposició dels mots balç i areny. Tant el castell, origen del poble, com aquest mateix són situats a la vora d'una balcera afaiçonada pel Llobregat en terrers sorrencs, característics dels plans fluvials que completen el conjunt central del terme. El primer document històric al·lusiu a aquest indret, datat l'any 951, l'anomena Balceringia; en un altre document del mateix any es parla del pago Balzarenensi, i en documents dels anys 966 i següents se l'anomena Balzarenne, Balciaregno, Balceren, Balciaren i altres variants que provenen de l'etimologia esmentada.

## El poble
A l'ombra del castell altívol i per a estatge dels seus vassalls, va formar-se el poble de Balsareny arran d'un cingle de la dreta del Llobregat, separat del tossal del castell per la riera del Mujal.
Des del segle x, el terme de Balsareny era format per masos dispersos, entre els quals el mas Martí i el masos Serra de la Plaça, Candàliga, Fucimanya, Ferrans, Puigdorca, Solà d'Aladernet, Collell, Mastosquer, Rabeia i altres. Un reduït nucli urbà es va constituir al segle xi en una sagrera al voltant de l'església de Santa Maria de Balsareny (actual carrer del Trull). Al final del segle xvi, el baró Ferran Oliver va vendre terrenys i va autoritzar a edificar-hi cases; així van néixer els carrers Vell (avui Àngel Guimerà), Nou (Sant Domènec) i de la Creu. El poble estava murallat i foramurs, al segle xviii es van constituir els ravals de Manresa (avui carrer Sant Marc) i de Berga (carrer del castell). Al segle xix es va urbanitzar la carretera de Berga i la carretera de Manresa, amb la baixada del Torrent.
Aquest nucli primitiu de la població, tancat amb muralles fins al segle xix, es comunicava amb les comarques veïnes mitjançant el camí ral de Manresa a Berga, i el "camí ral saliner" de Moià a Cardona; al segle xix, la industrialització va afavorir la modernització de la carretera de Manresa a Berga.(1877), i la construcció de la línia fèrria de Manresa a Olvan (el "Carrilet", després fins a Guardiola del Berguedà), que es va inaugurar el 1885, amb la construcció del "Pont de la Via", i es va clausurar el 1973. Modernament, les comunicacions milloraren el 1984 amb l'Eix del Llobregat, el 1990 amb la variant que treia la carretera del centre urbà, i el 2003 amb l'autovia C-16.
L'edifici més notable del poble antic és l'església parroquial de Santa Maria, documentada del segle xi. El temple actual és una ampliació, feta als segles xvi i xvii, d'una construcció tardoromànica. La gran plaça del davant fa memòria d'un rector benemèrit, Roc García de la Enzina (castellà, que regentà la parròquia durant vint-i-cinc anys), que projectà i dugué a terme l'obra del pont sobre el Llobregat, beneït el 24 d'abril de 1797. Al costat dret de l'església, l'edifici de la institució benèfica Casal Verge de Montserrat, de fundació particular, conté una capella decorada amb una pintura al fresc de Josep Obiols.

## El terme
Dins el terme de Balsareny i coronant la vall de Ferrans, al nord-oest del municipi, l'església romànica de Sant Ramon o Sant Joan de Sobirana –restaurada a l'últim quart del segle xx pels canonges de la Seu de Manresa, propietaris de l'heretat— és un curiós temple de dues naus, una de les quals és curtíssima, i dos absis, del segle xii, ampliat en època gòtica. Un altre monument interessant és el temple en ruïnes de Sant Vicenç d'Alardenet, preromànic, situat en un paratge boscós a l'esquerra de la riera de Conangle.
També és d'origen romànic l'església de Sant Esteve, a la Colònia Soldevila (a mà dreta del Llobregat, aigua amunt del cap del municipi), molt alterada per ampliacions motivades per la instal·lació del nucli fabril i residencial de la colònia. De tradició romànica igualment, però de construcció molt posterior, és l'esglesiola de Santa Margarida de l'Alou, avui sense culte. Hi ha també la capella de Sant Jaume de Puigdorca (al costat de la casa d'aquest nom, a mà esquerra del Llobregat), que el segle xii era parròquia i després fou ajuda de la de Santa Maria. De l'antiquíssima església de Santa Cecília de Vilafruns, documentada a mitjan segle x, resten només unes ruïnes insignificants. El temple modern d'aquest barri, construït per al servei religiós de la colònia minera, és dedicat a Santa Barbara. Tots aquest edificis religiosos i les seves feligresies respectives, l'any 1957 foren incorporats a la diòcesi de Solsona i segregats del bisbat de Vic al qual pertanyien des de llavors.
Dessota mateix del Castell de Balsareny, al peu de la balcera del seu costat llevantí, hi ha la resclosa que pren l'aigua del Llobregat mitjançant la séquia –que ací anomenen síquia– conduir-la a Manresa. Si els manresans, l'any 1339, vingueren a Balsareny per a prendre l'aigua amb permís de Pere III el Cerimoniós, una cinquantena d'anys després —12 de maig de 1392—, Joan el Caçador, «amador de tota gentilesa», pujà al castell. Hoste d'Andreu de Peguera, a tastar-hi un vinet «així amorós», que acabà parlant en hebreu, grec i llatí, segons pròpia confessió del monarca a la seva muller, la «molt cara companyona» Violant de Bar.
Un fill il·lustre del poble i del castell de Balsareny fou el jesuïta i escriptor Pròsper Martí i Descatllar (nat a Balsareny el 1716 i mort exiliat a Ferrara (Itàlia) el 1799. I un altre n'és el bisbe Pere Casaldàliga, bisbe de São Félix do Araguaia i candidat al Premi Nobel de la Pau.

## Història

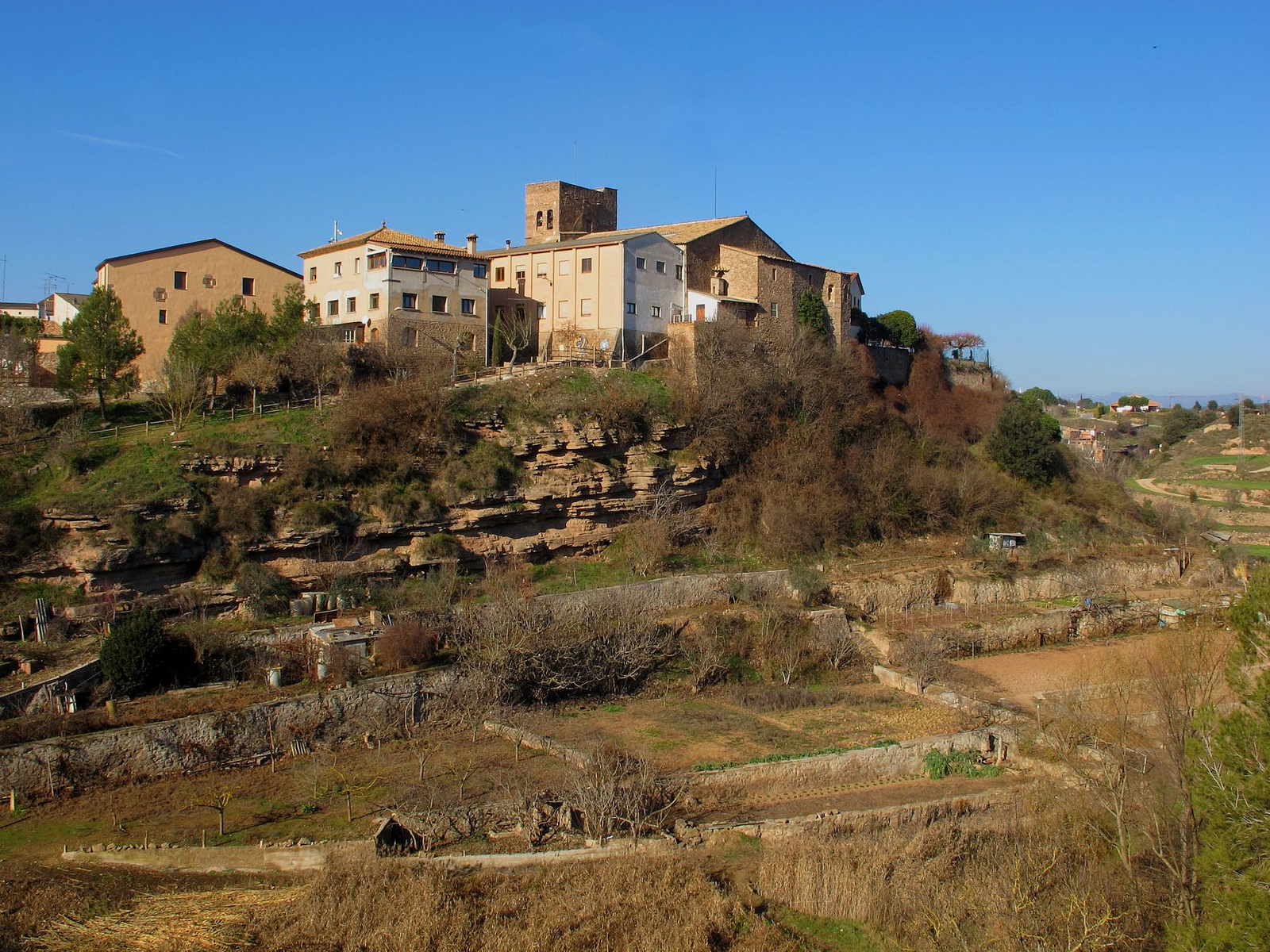
Església de Santa Maria

El llinatge dels Balsareny, senyors del castell d'aquest nom, és conegut de la fi de segle x ençà. A la primeria de la centúria següent, té un especial relleu amb la persona de Guifred de Balsareny –casat amb Emma Ingilberga de Besora—, pare del bisbe de Vic, Guillem de Balsareny. El bisbe Guillem (que l'any 1046 succeí en la seu vigatana l'abat Oliba), heretà del seu germà Bernat Guifre el castell de Balsareny. El 1281, Mateu de Balsareny o de Vilallonga vengué la senyoria del castell a Ramon de Peguera, majordom reial en temps de Pere III el Cerimoniós.
Al segle xv, Pere Miquel de Peguera va formar part de l'estat major del comte Hug Roger III de Pallars, combatent contra el rei Joan II el Sense Fe en la Guerra civil catalana del segle xv. Dels Peguera passà als Oliver i, a través d'enllaços matrimonials a la família dels Alòs-Martín, de la casa marquesal d'Alòs i de Llió, actuals barons de Balsareny.
La vila fou cremada durant la Guerra de Successió espanyola en l'onada de repressió desfermada pel duc de Pòpoli a principis de 1714. Durant la Guerra del Francès, Balsareny va aportar combatents a la batalla del Bruc. En la Primera Guerra Carlina, l'any 1838, el Comte d'Espanya va assetjar Balsareny des del serrat del Maurici; després d'una aferrissada defensa, els balsarenyencs van rebre l'ajut del general Carbó, que va fer fora els carlins.

## Geografia
- Llista de topònims de Balsareny (Orografia: muntanyes, serres, collades, indrets..; hidrografia: rius, fonts...; edificis: cases, masies, esglésies, etc).

## Economia
Una activitat econòmica important és l'explotació de clorur de potassi, que va començar el 1945. El subsòl és ric en sals potàssiques (silvina i carnal·lita). Tot i que la descoberta d'aquests jaciments data de quasi cent anys enrere, la seva explotació no va iniciar-se pròpiament fins als anys de la post-guerra civil. Les instal·lacions mineres, situades a la dreta del riu, al paratge de Vilafruns, han donat fesomia nova al sector meridional del municipi. Venint de Sallent, en arribar a aquest indret copsa una mena de visió total del que és Balsareny: mines, fàbriques i el riu en primer terme; el nucli del poble en segon lloc i, al fons, centrant l'horitzó, la suggestiva silueta del castell, tan ben instal·lat en el seu cònic turó.
El sector tèxtil, durant molt de temps la primera activitat econòmica, s'ha reduït notablement, mentre que ha augmentat la producció industrial en diversos polígons, sobretot amb la instal·lació d'una multinacional del sector de l'automoció.
L'agricultura és poc rellevant i en la ramaderia destaca especialment el sector porcí. Cereals i vinyes ocupen els conreus de secà, aproximadament una sisena part del territori; els petits horts familiars sumen només deu hectàrees. La resta és bosc de pi blanc i pastures, que cent cinquanta anys enrere eren vinyes que la fatal fil·loxera anorreà. El terreny, pla a la vora del riu i als voltants del nucli urbà, és més trencat en els sectors perifèrics, sobretot del flanc ponentí solcat per les torrenteres de la dreta del Llobregat. En aquest cantó, el terme, que s'enfila pels estreps de la serra de Castelladral, assoleix el seu punt més alt al tossal de les Pinasses (622 m).

## Cultura

### Llocs d'interès
Prop de la població destaca el castell, gòtic, ben conservat, dalt d'un turó ben visible, i la capella romànica de la Mare de Déu del Castell. Sota el castell hi ha la resclosa on comença la séquia de Manresa, del segle xiv.

### Festes i tradicions
S'hi celebra la Festa dels Traginers de Balsareny, festivitat declarada Festa tradicional d'interès nacional, que recorda la importància que hi tenia el transport a bast, abans que fos possible la circulació rodada.
Balsareny ostentà la XVI Fira del Món Geganter el 2024, així com la XXIV Trobada Comarcal Bages-Berguedà.

### Publicació
La publicació Sarment va néixer com a butlletí intern de l'associació Cercle Cultural de Balsareny (CCB). Aquest va ser fundat per un grup de persones (entre d'altres Pere Juncadella i Esteve Díaz) el 1976 i va saber aplegar les inquietuds de diferents persones i entitats locals, totes vinculades en algun moment a l'escoltisme, a fer una tasca de coordinació d'activitats culturals amb els ideals patriòtics i unitaris de l'Assemblea de Catalunya.
L'entitat va contribuir decisivament a la transició política a Balsareny, amb campanyes de sensibilització cívica i nacional, com poden ser: la presentació de la Marxa de la Llibertat (1976), la de l'Assemblea de Catalunya; la campanya per una retolació dels carrers en català i sense els noms i simbols del franquisme; la recuperació de festes populars; la defensa de l'Escola Catalana; i un seguiment de l'activitat política nacional i local, sempre des de posicions explícitament democràtiques i catalanistes.
Amb la consolidació de la democràcia, el CCB esdevingué una mera entitat centrada en la publicació de llibres de temàtica local, concursos literaris i sobretot la publicació del butlletí Sarment,
Sarment és un butlletí de caràcter informatiu intern per als associats, especialitzat en qüestions culturals d'àmbit local. No es ven en quioscs; la quota de soci equival a una subscripció. També n'és descarregable l'edició electrònica. Es una revista de temàtica local, que admet cartes al director i, esporàdicament, opinions i col·laboracions literàries. Es va publicar íntegrament en català des del primer dia i ha continuat sortint regularment, a un ritme d'onze butlletins anuals sense cap fallida; el febrer de 2016 va complir quranta anys.

## Demografia[9]
| Entitat de població | Habitants (2024) |
| Balsareny           | 2.892            |
| Nosa                | 299              |
| la Rabeia           | 80               |
| Vilafruns           | 54               |
| Sant Esteve         | 0                |
| Font: Idescat       |                  |

| 1497 f | 1515 f | 1553 f | 1717 | 1787 | 1857  | 1877  | 1887  | 1900  | 1910  |
| ------ | ------ | ------ | ---- | ---- | ----- | ----- | ----- | ----- | ----- |
| 20     | 27     | 36     | 430  | 874  | 1.275 | 1.505 | 1.506 | 1.559 | 1.700 |

| 1920  | 1930  | 1940  | 1950  | 1960  | 1970  | 1981  | 1990  | 1992  | 1994  |
| ----- | ----- | ----- | ----- | ----- | ----- | ----- | ----- | ----- | ----- |
| 1.919 | 2.021 | 2.816 | 2.935 | 3.987 | 4.024 | 3.624 | 3.438 | 3.396 | 3.396 |

| 1996  | 1998  | 2000  | 2002  | 2004  | 2006  | 2008  | 2010  | 2012  | 2014  |
| ----- | ----- | ----- | ----- | ----- | ----- | ----- | ----- | ----- | ----- |
| 3.304 | 3.268 | 3.230 | 3.238 | 3.241 | 3.310 | 3.505 | 3.485 | 3.492 | 3.343 |

| 2016  | 2018  | 2020  | 2022  | 2024  | 2026 | 2028 | 2030 | 2032 | 2034 |
| ----- | ----- | ----- | ----- | ----- | ---- | ---- | ---- | ---- | ---- |
| 3.285 | 3.205 | 3.192 | 3.249 | 3.328 | -    | -    | -    | -    | -    |

## Administració
| Període     | Alcalde o alcaldessa                              | Partit polític           | Data de possessió | Observacions                                  |
| ----------- | ------------------------------------------------- | ------------------------ | ----------------- | --------------------------------------------- |
| 1979–1983   | Eugenio Juan Barranco Sanchez / Juan Soler Cirera | Independent              | 19/04/1979        | --                                            |
| 1983–1987   | Jaume Rabeya Cassellas                            | CIU                      | 28/05/1983        | --                                            |
| 1987–1991   | Jaume Rabeya Cassellas                            | CIU                      | 30/06/1987        | --                                            |
| 1991–1995   | Jaume Rabeya Cassellas                            | CIU                      | 15/06/1991        | --                                            |
| 1995–1999   | Jaume Rabeya Cassellas                            | CIU                      | 17/06/1995        | --                                            |
| 1999–2003   | Jaume Rabeya Cassellas                            | CIU                      | 03/07/1999        | --                                            |
| 2003–2007   | Francesc Soldevila Munné                          | ERC                      | 14/06/2003        | --                                            |
| 2007–2011   | Jaume Rabeya Cassellas                            | CIU                      | 16/06/2007        | --                                            |
| 2011–2015   | Jaume Rabeya Cassellas                            | CIU                      | 11/06/2011        | --                                            |
| 2015–2019   | Albert Neiro Roman                                | Gent de Balsareny-Entesa | 13/06/2015        | --                                            |
| 2019-2023   | Noelia Ramirez Calatrava                          | Junts                    | 15/06/2019        | --                                            |
| Des de 2023 | Glòria Casaldàliga Riera/ Isidre Viu i Payerols   | Endavant Balsareny/ERC   | 17/06/2023        | Es reparteixen l'alcaldia dos anys i dos anys |